# Автомобільна промисловість в Греції
Автомобільна промисловість Греції — галузь економіки Греції.

## Історичний розвиток

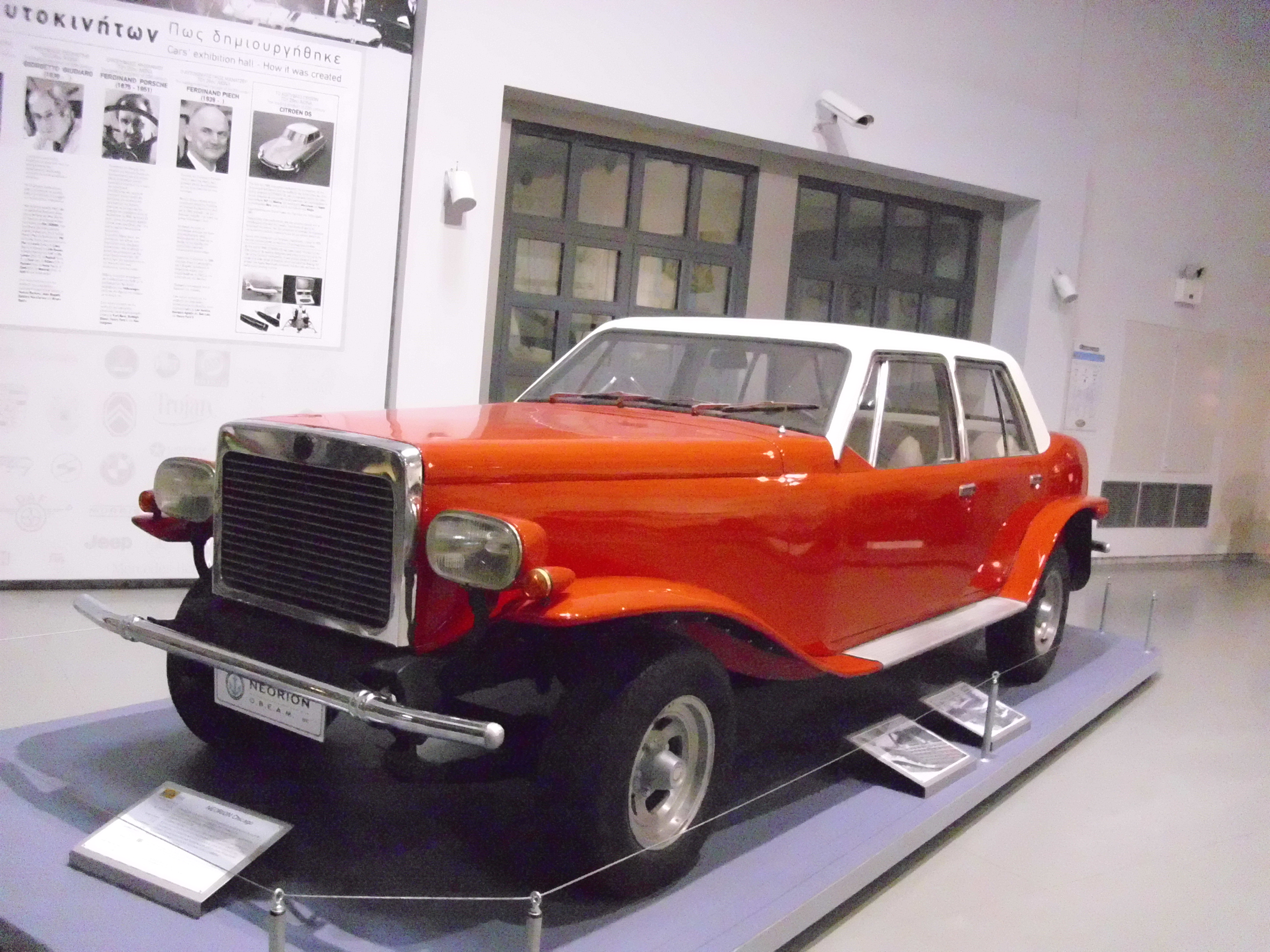
Neorion Chicago (Прототип 1974 року)

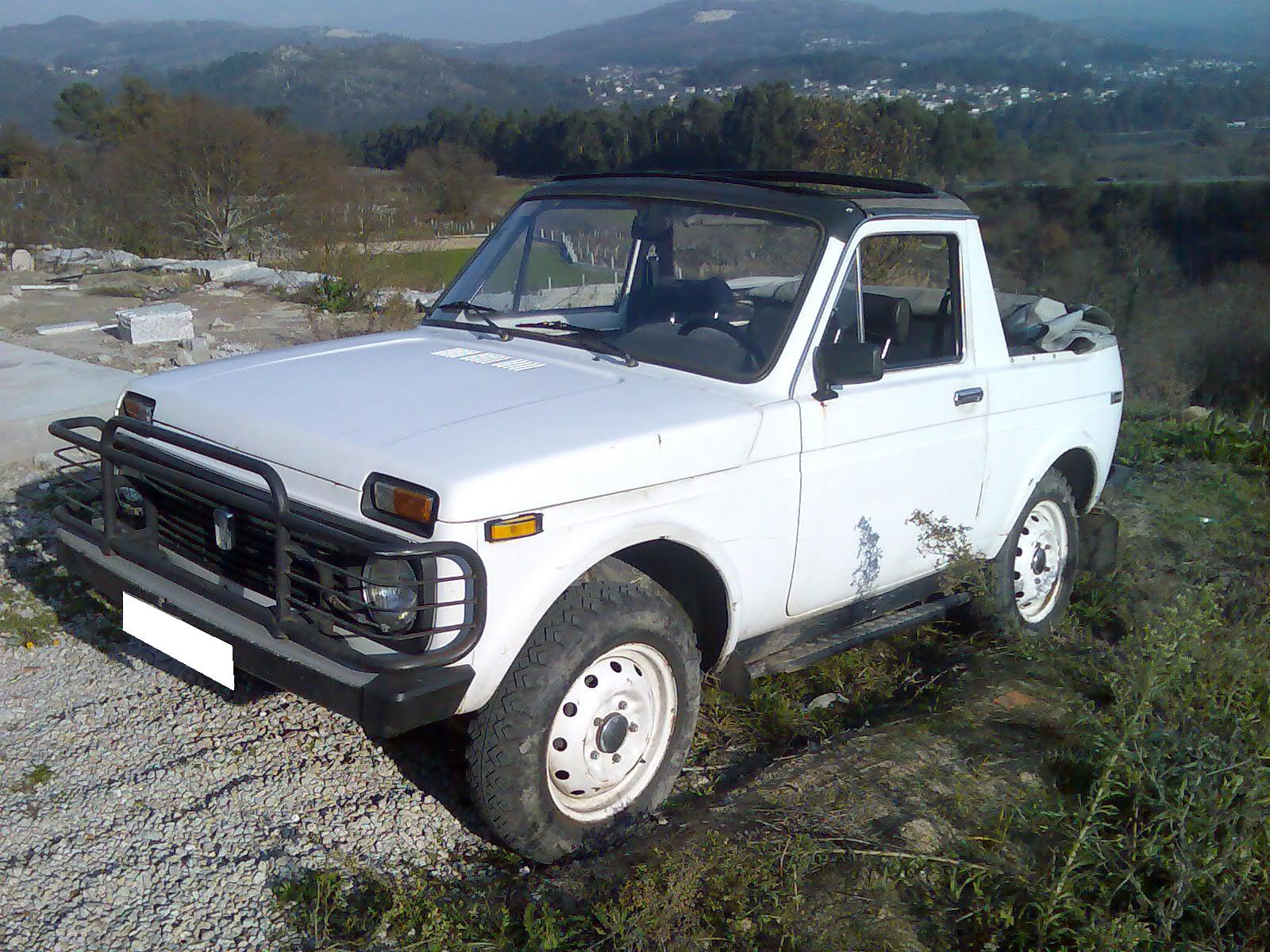
Lada Niva Cabrio (Automeccanica)

До 1960 року Греція мала лише дрібномасштабне, або нерегулярне виробництво транспортних засобів. Відповідно, виробництво було зосереджено в основному на комерційних транспортних засобах, зі збільшенням виробництва, позаяк закони про сертифікацію локального типу були зроблені більш гнучкими. Складання легкових автомобілів зі значними обсягами виробництва почалось після 1970 року.
Більшість складальних заводів розташовувалися в промислових районах Волос і Афіни (складання Opel Kadett, Alfa Romeo Alfasud, 45 різних моделей Datsun/Nissan, Mazda 323 тощо). За даними Статистичного Щорічника Грецької Національної Статистичної Служби (Statistical Yearbook of the Greek National Statistical Service (ESYE)), річний обсяг виробництва всіх видів транспортних засобів, в тому числі складених автомобілів, залишався близьким до 20,000 одиниць в період з 1980 по 1990 рік.
До 1992 року всі основні складальні лінії припинили операції і, з того часу, не було ніякого великомасштабного виробництва. Нинішні виробники включають Elvo, Replicar Hellas, Korres Engineering.

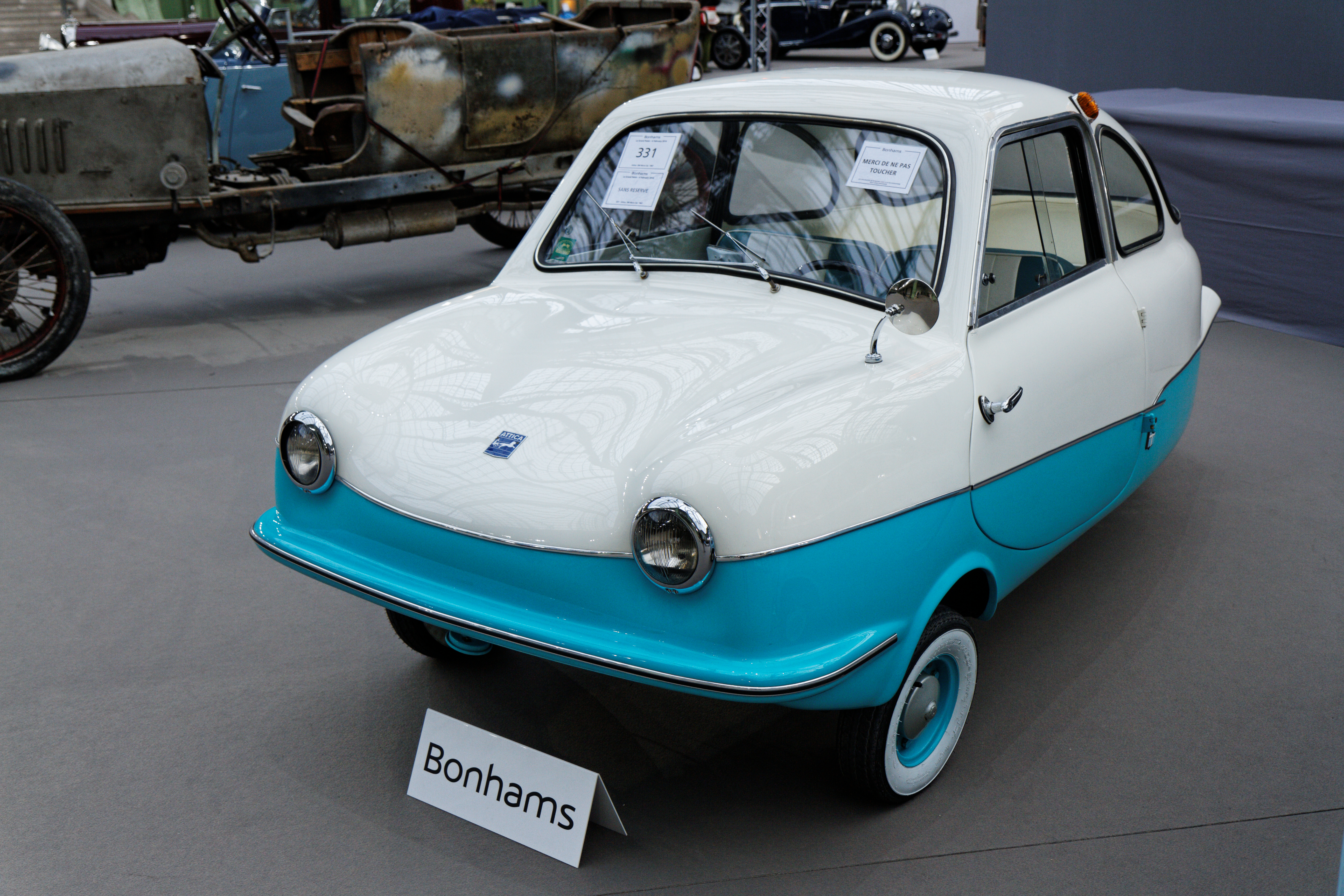
Attica 200 (1963)
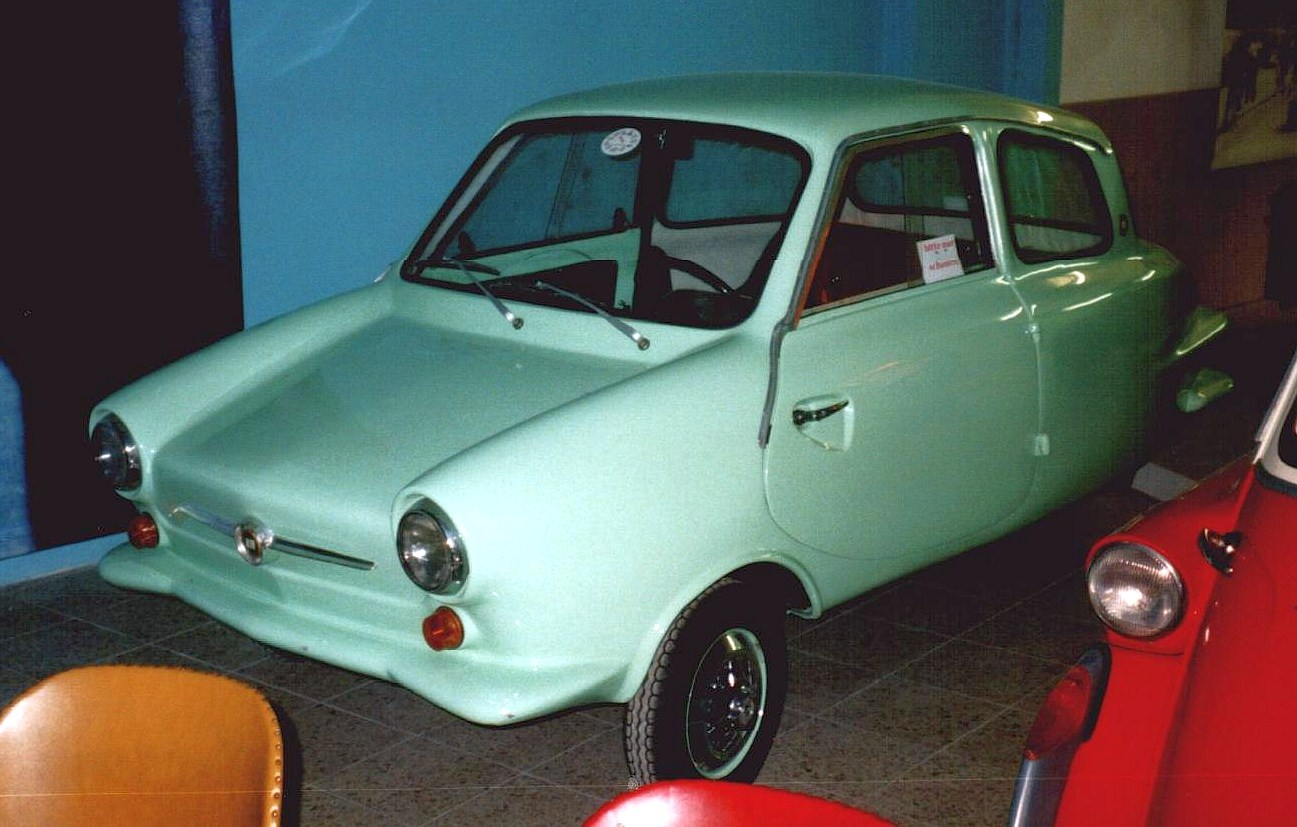
Alta A200 (1968)
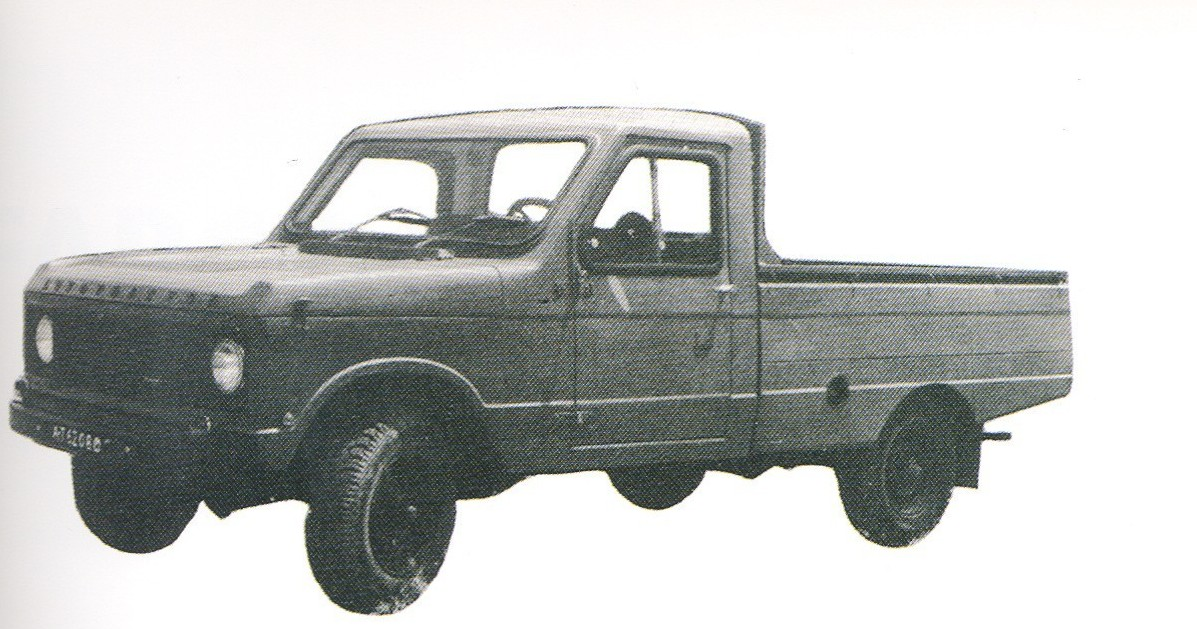
Balkania Autotractor 4x4 (1975)
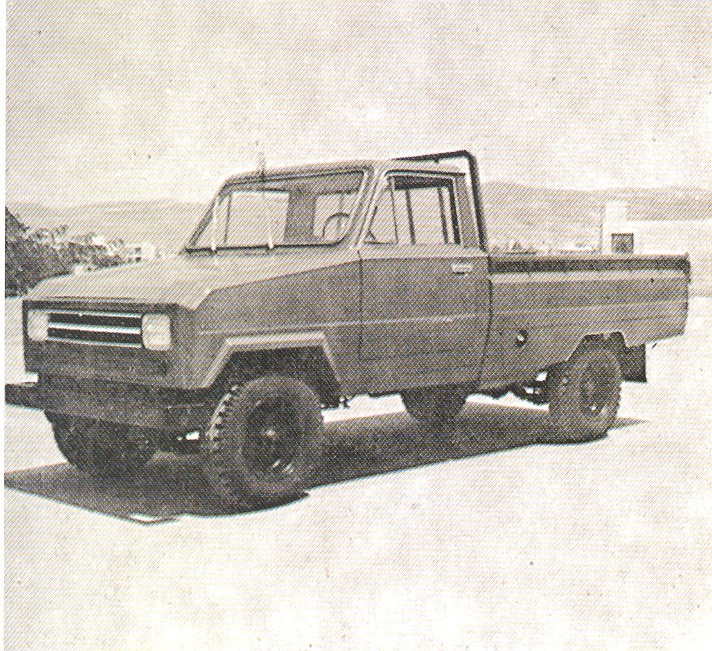
Motoemil Autofarma 4x4 (1977)
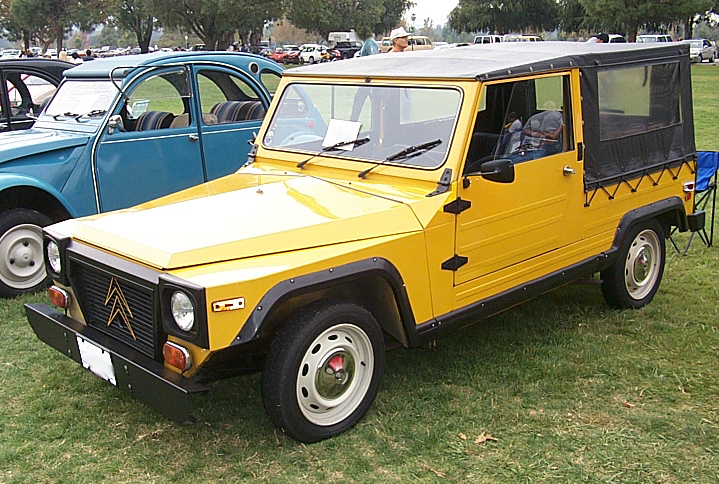
Namco Citroën Pony (1972–1983)
Hercules (1980–1983)

## Виробники

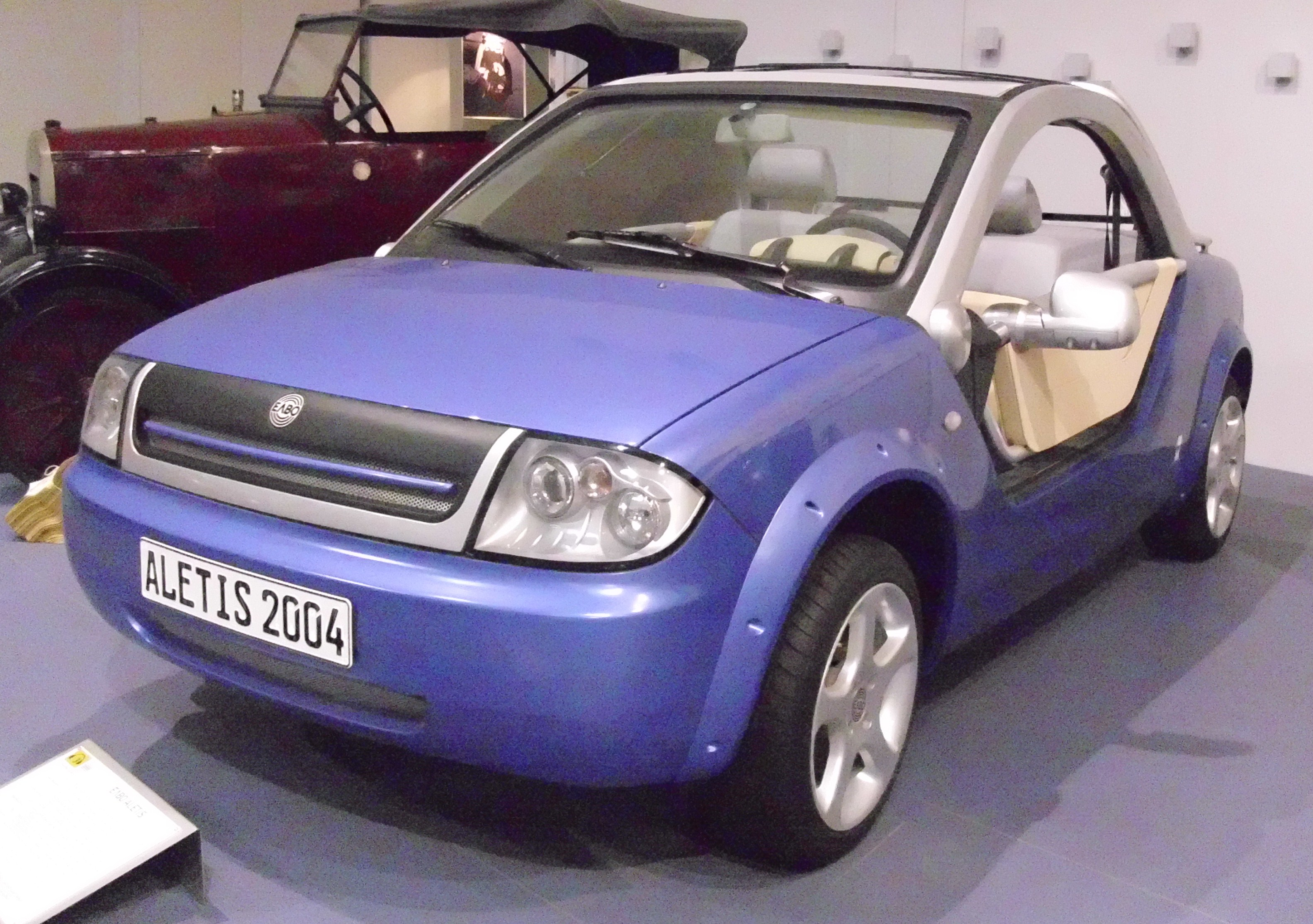
ELVO Aletis (Прототип 2001 року)

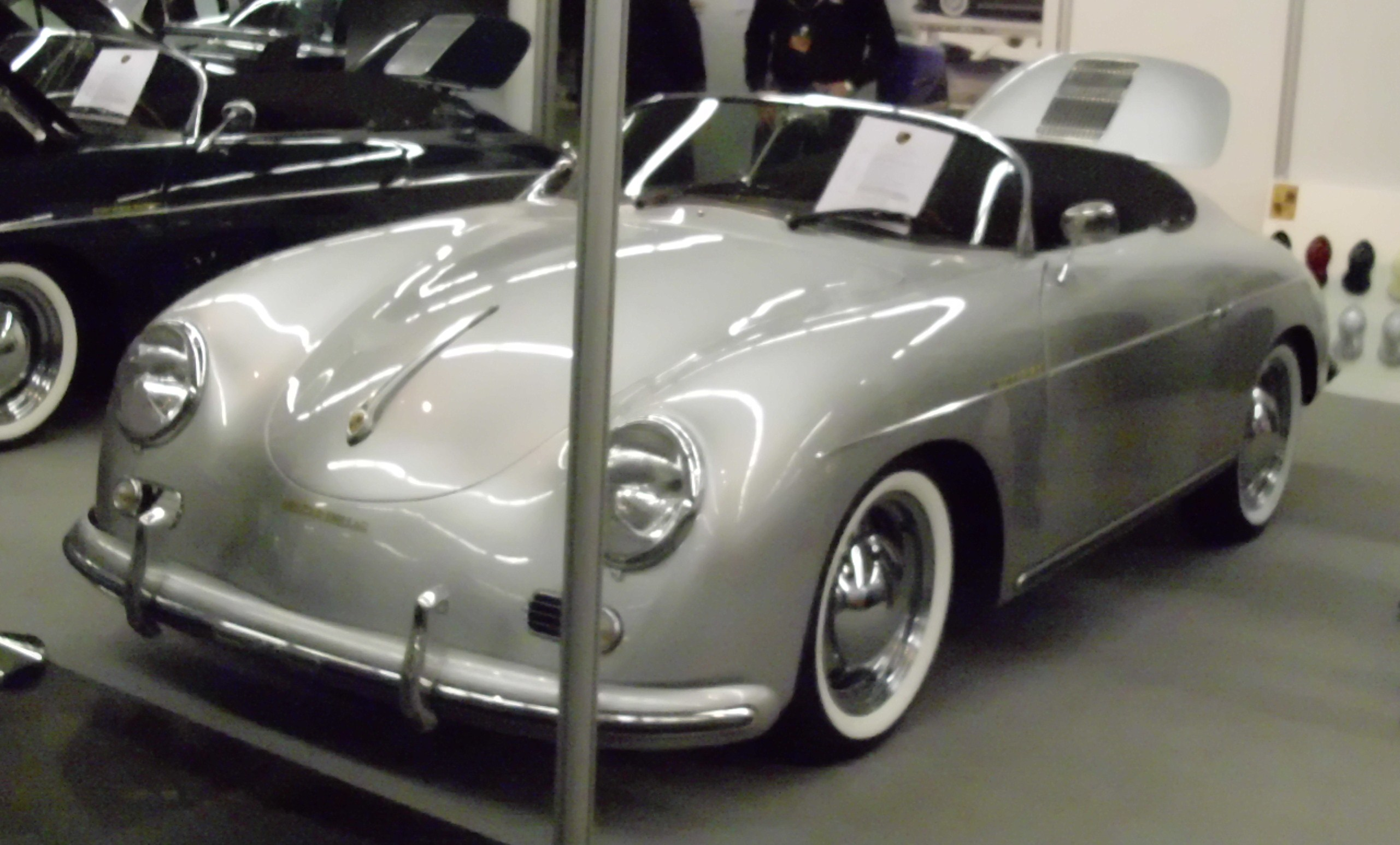
Replicar Hellas 356 GT

- Hellenic Vehicle Industry
- Korres Engineering
- Namco[en]
- Replicar Hellas
- Saracakis
- Sfakianakis
- Tangalakis-Temax
- Tropical
- Alta Inc.
- Attica
- Autokinitoviomihania Ellados
- Automeccanica
- Balkania
- Biamax
- Bouhagier Patras
- C.AR
- D.I.M. Motor
- Emporiki Autokiniton
- MAVA-Renault
- Neorion
- Pan-Car
- Pantelemidis
- Scavas
- Theologou
- Tzen